# Maximae quidem
Maximae quidem es una encíclica del Papa Pío IX publicada el 18 de agosto de 1864 y dirigida a los obispos de Baviera reunidos en el Sínodo de Bamberg, con el fin de animar al clero a defender la fe y la preservación de la educación religiosa en las escuelas públicas y universidades, señalándoles que era una tarea permanente de los obispos el recordar a sus fieles, que la iglesia no es sólo maestra y madre de todas las virtudes, sino que además, es la fundadora de la civilización, la paz, el progreso y la prosperidad económica.